# Supetarski kartular
Supetarski kartular ili Sumpetarski kartular ili Kartular Sv. Petra u Selu (lat. Iura sancti Petri de Gumai) je kopijalna knjiga u obliku kronike s početka 12. stoljeća. Premda kartular uglavnom nabraja popise samostanske imovine stečene kupovinom i darovštinama, u njemu se nalazi i nekoliko važnih historiografskih podataka.

## Rukopis
Supetarski kartular pisan je karolinškom minuskulom, osim zadnjeg lista koji je pisan beneventanom. Čuva se u riznici splitske katedrale.
Značaj ovog kartulara je u tome što se sačuvao u originalu. Sastoji se od male knjižice od dva kvaterniona, svaki po osam folija pergamene veličine 26,7 x 17,6 cm s trideset ispisanih stranica, prtetežno ispisanih karolinom, a nešto malo i beneventanom i goticom. Upisi su većinom bez datuma, a upisani se kreću 1080. – 1187. godine.

## Sadržaj
U svojoj osnovi, kartular je kronika benediktinskog samostana koji je u Poljicima oko 1089. osnovao Petar Crni. U kartularu je sačuvano nekoliko isprava iz vremena kralja Zvonimira koje svjedoče da se njegova vlast protezala nad dalmatinskim gradovima. Zapisan je i niz važnih informacija o gospodarskim odnosima u Hrvatskoj na prijelazu iz ranoga u razvijeni srednji vijek, npr. o načinima kupnje zemlje, trgovini ljudima i slično.
Pripis kartularu koji se nalazi na zadnjem listu donosi vijest o sedam banova na području Hrvatske: slavonski, hrvatski, bosanski, požešski, podravski, albanski i srijemski. Njih je biralo šest od dvanaest hrvatskih plemena: Kačići, Kukari, Snačići, Čudomirići, Mogorovići i Šubići. Preostala polovica plemena birala je župane. Nastavak teksta koji je mjestimično oštećen i nečitljiv donosi popis hrvatskih banova de genere Croatorum od Svetopelega do Zvonimira.
Kartular ima bogati onomastički materijal. Osim niza osobnih imena hrvatskog, romanskog, kršćanskog i rimskog prodrijetla, zapisan je i niz nadimaka, npr. Platichlebi (imperativni kompzitum plati + hleb), Tilsta cossa (tusta, tj. debela kosa), Urascana (Vraškonja, izvedenica od vrag) i tako dalje.:str. 259

## 7 banova
Kao dokaz stare hrvatske predaje, da su u Bosni i Hercegovini živjeli Hrvati od starine, dragocjeni je zbornik povelja negdašnjega benediktinskoga samostana Sv. Petar u Selu (Sumpetar) u Donjim Poljicima na putu u Omiš, u današnjem mjestu Jesenice. Supetarski zbornik se danas nalazi u kaptolskom arhivu u Splitu. Stručno su ga izdali godine 1952 profesori Viktor Novak i Petar Skok u izdanjima HAZU u Zagrebu pod naslovom Supetarski kartular.
Supetarski zbornik se sastoji od 15 pergamenskih listova. Prvi glavni dio napisan je oko godine 1105. lijepom karolinškom minuskulom. Na zadnjem listu, nalaze se dva kasnija zapisa, pisana nekaligrafskom karolinškom minuskulom. U njima se govori o sedam hrvatskih banova, koji su birali hrvatske kraljeve, te o postavljanju banova iz 12 hrvatskih plemena. Kako se iz pisma mora zaključiti, ova su dva zapisa nadopisana u Supetarski zbornik iz nekoga staroga izvornika koncem 13. ili najkasnije početkom 14. stoljeća. Izvornik je prepisivač teško čitao radi njegove velike starosti, što kažu nepotpuno i nerazumljivo prepisane riječi. Najvjerojatnije je, da je izvornik ovih nadopisanih zapisa nastao koncem 11. stoljeća, kada su u Hrvatskoj nakon smrti kralja Petra Krešimira IV. († 1074.), koji je umro bez izravnih potomaka, nastale velike borbe oko imenovanja hrvatskoga kralja. U Supetarski zbornik ova je bilješka upisana po svoj prilici onda, kada je ponovno otvoreno pitanje nasljedstva u hrvatskoj državi koncem 13. stoljeća, kada je izumrla dotadašnja ugarsko-hrvatska vladarska obitelj Arpadovića.
U prvomu zapisu na dnu druge stranice 15. lista o biranju hrvatskih kraljeva piše ovako;
| originalni navod::str. 230 »Tempore transacto erat consuetudo in regno Croatorum: erant septem bani qui eligerant regati in Croacia, quando rex sine liberis moriebatur, scilicet banus Croaciae primus, banus bosniensis secundus, banus Sclavonie tercius, banus Posige quartus, banus Podrauie quintus, banus Albanie sestus, banus Sremi septimus...«(Supetarski kartular, upis br. 100) | hrvatski prijevod: »U prošlim vremenima u kraljevstvu Hrvata bio je ovakav običaj: bilo je sedam banova, koji su birali kralja u Hrvatskoj, kada bi kralj umro bez djece, naime ban Hrvatske prvi, ban bosanski drugi, ban Slavonije treći, ban Posige četvrti, ban Podravije peti, ban Albanije šesti, ban Sremi (Hl'mi, Hum) sedmi...«(Etnička povijest Bosne i Hercegovine) |

Kako se vidi, onaj, koji je prepisao ovu bilješku u Supetarski zbornik, nije mogao pravo pročitati imena iz predloška, koji je prepisivao, pa je pokrajine zadnjih banova krivo i nerazumljivo napisao. Nije jasno, kako su se stvarno zvale četiri zadnje banovine. Dovoljno je znati, da su imena prvih triju banovina dobro prepisana i da točno znamo, kojim su zemljama vladali trojica prvih banova. Ban Hrvatske je onaj, koji je banovao u Kraljevstvu Hrvatske i Dalmacije od Jadrana do Gvozda. Ban bosanski je vladao srednjovjekovnom Bosnom, a ban Slavonije upravljao je hrvatskim zemljama između Gvozda i Drave, koji će se kasnije zvati kraljevina Slavonije (regnum Sclavoniae).
Činjenica da hrvatski pravnici u 11., dotično koncem 13. ili početkom 14. stoljeća, navode bana Bosne kao izbornika hrvatskih kraljeva, govori, da se u tim stoljećima u Hrvatskoj, Bosna smatrala hrvatskom zemljom, u kojoj upravlja jedan od hrvatskih narodnih vladara. Po naravi same stvari ni kod kojega naroda strani vladari nisu birali vrhovnoga vladara toga naroda. Ako Supetarski zbornik broji bosanskoga bana među izbornicima hrvatskoga kralja, znači, da su ga i on i tadašnji hrvatski pravnici smatrali pokrajinskim upraviteljem, a njegovu državu dijelom opće hrvatske narodne države.